# Цер (дрво)
Цер (лат. Quercus cerris) је врста високог листопадног дрвета из рода храстова. Међу локалним становништвом некада се за ово дрво може чути и назив грм, али га не треба мешати са храстом лужњаком.

## Распрострањеност
Цер је јужноевропско и западноазијско дрво. Ареал му се од Шпаније и Француске (где је редак) на западу, преко Апенинског и Балканског полуострва, до мале Азије и Сирије на истоку. На север се протеже до јужне Швајцарске и Аустрије, а најсеверније до Моравске.

### Цер у Србији
Код нас се Цер јавља у већем броју ксеротермних и мезотермних шума, најчешће у заједници са сладуном. Чест је и у изданачким шумама источне Србије.

## Изглед
Цер је дуговечна врста и може доживети 200 година. Достиже висину од 30-35 м и дебљину дебла од 1,3 м. Рано се развија дебела мртва кора која је тамносива, скоро црна, са дубоким уздужним пукотинама црвеним на дну и ретким и уским попречним. Младе гранчице маљаве, угласте, зеленкастосиве.
Крошња је густа, тамна, широкочуњастог облика. Пупољци су доста ситни са бројним ситним, уско језичастим листићима при основи, дугим 2 цм и карактеристичним за цер. Листови су појединачни, наизменично распоређени. Варијабилног су облика, обично дуги 8-14 цм и широки до 8 цм, са 7-8 пари режњева целог или неправилно назубљеног обода. Одрастао лист је нежно кожаст, с лица сјајан, интензивне зелене боје, с наличја светлији и благо маљав, нарочито око нерава. Петељка је дуга 0,5-2,5 цм. Листа нешто касније од лужњака, крајем априла и током маја. Листови остају на гранама до касно у јесен.
Цветови су једнополни, мушки скупљени у дуге ресе, а женски појединачни или у групама по 2-5, на кратким дршкама. Цвета истовремено са листањем.
Плод је жир, дуг око 4 цм и широк око 2 цм, при врху нешто спљоштен, површине ситно избраздане по дужини. До 1/3 или 1/2 покривен је купулом. Купула је покривена кожастим стипулама (шубараста).
- Дубоке пукотине коре, црвене на дну
- Карактеристични пупољци
- Кожасти листови
- Жир са "шубарастом" купулом

## Станиште
Цер је претежно ксеротермна врста, прилагођен субмедитеранској и умерено континенталној клими југоисточне Европе. Највише му одговарају дубља, доста сува земљишта слабо киселе реакције. Светлољубива је врста. У висину се пење више од сладуна, али више од китњака. Има добру изданачку снагу и чест је у изданачким шумама.

## Употреба
Дрво цера је једричаво, бељика широка, прстенови прираста маркантни, и прстенасто порозни, зона касног дрвета тамнија. Бељика рђастожута, срчевина црвенкасто смеђа. Густина церовог дрвета, у сировом стању влажности, износи 1020, при 15% влажности 823, а у апсолутно сувом стању 781 кг/м3. Дрво је тврдо и тешко се цепа. Средње је еластично. Мање је трајно и квалитетно од дрвета других врста храстова, китњака, лужњака и сладуна. Техничка својства церовине су неповољна, па се употребљава у мањој мери за грађење у води, у бродоградњи, за железничке прагове, паркете, дужице, даске за сандуке и сл. Међутим, дрво цера се, због велике топлотне моћи, посебно цени као огревно дрво.
Познато је да је у доба владавине Кнеза Милоша Обреновића тзв. "жирење свиња" био један од најчешћих начина екстензивног това свиња у Србији, у храстовим и буковим шумама. Данас је оваква врста исхране нарочито популарна у органској пољопривреди.
Храстов жир употребљавао се и у људској исхрани од најдавнијих времена. Утврђено је да су се жирови лужњака и китњака користили у исхрани још у неолиту. Жир многих врста храстова, па тако и цера, богат је скробом, шећером, беланчевинама, мастима, смолом и танином. Јестивост жирова зависи управо од садржаја танина у њима. Велики садржај танина резултира горким укусом плодова и ограничава њихову употребу у људској исхрани. Цер спада у врсте чији жир има мали садржај танина, а доста скроба. Жир и данас користе у исхрани поборници природне исхране, а може се користити печен попут питомог кестена, као пире, самлевен у брашно као додатак хлебу или пржен и млевен као замена за кафу. У Немачкој је и данас познат израз "жирова кафа" (Eichelkaffe).
Осим жирова и други делови цера садрже знатну количину танина, који се од давнине употребљава за штављење коже.

## Значај у озелењавању
Описано је више декоративних форми, а најчешће се гаје:
- Quercus cerris ’Ambrozyana’ - жбун или ниже дрво са сивкасто длакавим гранчицама и полузимзеленим листовима, мањим него код типичне форме,
- Quercus cerris ’Laciniata’ - листови перасто дељени,
- Quercus cerris ’Pendula’ - Гране повијене према земљи, листови перасто урезани.